# Renata Fan
Renata Bomfiglio Fan (Santo Ângelo, 5 de julho de 1977) é uma apresentadora e ex-modelo brasileira. Foi condecorada como Miss Brasil 1999.
Como apresentadora destacou-se em programas esportivos e desde 2007 apresenta o Jogo Aberto, transmitido na Band.

## Biografia

### Primeiros anos e formação acadêmica
Renata nasceu no município de Santo Ângelo, no interior do estado do Rio Grande do Sul, sendo a filha primogênita do casal Paulo e Ana. Na adolescência, envolveu-se em produção de peças teatrais na escola.
Desde a infância é apaixonada por esportes, como vôlei e basquete, mas seu gosto veio principalmente pelo futebol. Em entrevista ao UOL, declarou que a influência veio do pai, que era torcedor assíduo do Sport Club Internacional, de Porto Alegre, time do qual também é declaradamente torcedora, costumando sofrer provocações nas derrotas do clube. Revelou, ainda, que começou a acompanhar o futebol através da Rádio AM, na companhia do pai e do irmão, com os quais tinha longas conversas sobre o assunto.
É formada em direito pelo Instituto Cenecista de Ensino Superior de Santo Ângelo e em jornalismo pela Faculdades Integradas Alcântara Machado (FIAM) de São Paulo.

### Miss Brasil
Gaúcha, foi eleita Miss Brasil 1999, em cerimônia realizada na cidade do Rio de Janeiro. Em segundo lugar ficou a carioca Paula Carvalho e, em terceiro, a mineira Alessandra do Nascimento. Completaram o time das cinco melhores colocadas, em quarto lugar a matogrossense Karine Bonatto e em quinto a catarinense Aline Schmidt.
No Miss Universo 1999, realizado em Chaguaramas (Trinidad e Tobago), no dia 26 de maio, Renata não conseguiu se classificar entre as 10 semifinalistas. Na classificação final, terminou em décimo segundo lugar. O título de Miss Universo ficou com a candidata de Botsuana, Mpule Kwelagobe. O país participava pela primeira vez do concurso e ela foi a terceira representante da África a ficar com a coroa.
Em 2000, foi eleita Miss Mundo Universitária, em um concurso realizado em Seul, Coreia do Sul.

### Locutora e apresentadora
Em 1995, conciliava os estudos na faculdade de direito com o trabalho como locutora na afiliada da Rádio Transamérica FM de Santo Ângelo, onde permaneceu por 3 anos. A oportunidade despertou em Renata o interesse pelo radialismo, experiência importante para aprimorar a desenvoltura que a beneficiaria nos trabalhos posteriores como apresentadora.
Já na RBS TV, afiliada da TV Globo, foi responsável por apresentar a agenda cultural do programa Tele Domingo, a partir de 1997.
Estreou na RecordTV em 13 de julho de 2003, como comentarista no programa Terceiro Tempo, comandado por Milton Neves e exibido aos domingos. Na emissora, assumiu também o posto de comentarista no Debate Bola. Neste mesmo ano assumiu o Zapping.
Posteriormente, Renata apresentou o "Golaço", da Rede Mulher, de 2005 a dezembro de 2006.
Em janeiro de 2007, gravou piloto na Band, sendo posteriormente contratada para apresentar o programa Jogo Aberto, voltado a assuntos futebolísticos. O programa foi ao ar a partir do dia 5 de fevereiro de 2007, às 11:30 (horário de Brasília). Renata, com seu novo programa, disputou audiência com o programa Debate Bola, apresentado por Milton Neves.
Enquanto radialista, foi contratada em 2008 pela Rádio Globo para apresentar o boletim A bela e a bola, veiculado nos programas Globo Esportivo e Panorama Esportivo. Na ocasião da contratação, Fan declarou:
| “            | Vou acabar com o preconceito e provar que mulher também entende e gosta muito de futebol | ” |
| — Renata Fan |                                                                                          |   |

No ano de 2019, comemorou doze anos de longevidade no comando do Jogo Aberto em entrevista ao portal Universa.
Na ocasião, Fan respondeu perguntas sobre ser inspiração para outras mulheres no esporte, bem como explanou sobre como enfrentou o machismo e o assédio durante a trajetória na cobertura do futebol, esporte majoritariamente masculino. Um caso marcante de assédio veio por parte de um goleiro famoso, como lembrou Milton Neves em entrevista ao canal De Sola, no YouTube. Na ocasião, Fan deixou um intervalo do Terceiro Tempo chorando após ter uma conversa com o jogador, que teria feito comentários desrespeitosos.
Em 2023, a apresentadora renovou com a Band com o salário de R$180 mil por mês.

## Vida pessoal
Entre 2000 e 2004 namorou o publicitário colombiano Federico Monge. Desde 2008 namora o piloto de Stock Car, Átila Abreu.
No ano de 2022, foi condecorada pela Câmara Municipal de Santo Ângelo com a honraria Ordem da Cruz Missioneira após requerimento do vereador Maurício Loureiro (PDT).

## Filmografia
| Ano           | Título         | Emissora    | Função              | Notas                   |
| ------------- | -------------- | ----------- | ------------------- | ----------------------- |
| 2000–02       | Tele Domingo   | RBS TV      | Colunista           | Quadro: Agenda Cultural |
| 2003          | Zapping        | Record News | Apresentadora       |                         |
| 2003–04       | Terceiro Tempo | Record      | Assistente de palco |                         |
| 2005–06       | Terceiro Tempo | Record      | Apresentadora       |                         |
| 2003–04       | Debate Bola    | Record      | Assistente de palco |                         |
| 2005–06       | Golaço         | Rede Mulher | Apresentadora       |                         |
| 2007–presente | Jogo Aberto    | Band        | Apresentadora       |                         |

## Prêmios e indicações
| Ano  | Prêmios                                                                    | Categoria                 | Resultado | Ref.   |
| ---- | -------------------------------------------------------------------------- | ------------------------- | --------- | ------ |
| 2009 | Troféu ACEESP (Associação dos Cronistas Esportivos do Estado de São Paulo) | Apresentador da TV aberta | Venceu    | [ 26 ] |
| 2011 | Troféu ACEESP (Associação dos Cronistas Esportivos do Estado de São Paulo) | Apresentador da TV aberta | Indicado  | [ 27 ] |
| 2012 | Troféu ACEESP (Associação dos Cronistas Esportivos do Estado de São Paulo) | Apresentador da TV aberta | Indicado  | [ 28 ] |
| 2015 | Troféu ACEESP (Associação dos Cronistas Esportivos do Estado de São Paulo) | Apresentador da TV aberta | Venceu    | [ 29 ] |
| 2016 | Troféu ACEESP (Associação dos Cronistas Esportivos do Estado de São Paulo) | Apresentador da TV aberta | Venceu    | [ 30 ] |
| 2018 | Troféu ACEESP (Associação dos Cronistas Esportivos do Estado de São Paulo) | Apresentador da TV aberta | Venceu    | [ 31 ] |
| 2019 | Prêmio Comunique-se                                                        | Esporte: Mídia Falada     | Venceu    | [ 32 ] |
| 2020 | Troféu ACEESP (Associação dos Cronistas Esportivos do Estado de São Paulo) | Apresentador da TV aberta | Venceu    | [ 33 ] |
| 2021 | Troféu ACEESP (Associação dos Cronistas Esportivos do Estado de São Paulo) | Apresentador da TV        | Venceu    | [ 34 ] |
| 2022 | Troféu ACEESP (Associação dos Cronistas Esportivos do Estado de São Paulo) | Apresentador da TV        | Venceu    | [ 35 ] |
| 2023 | Troféu ACEESP (Associação dos Cronistas Esportivos do Estado de São Paulo) | Apresentador da TV        | Venceu    | [ 36 ] |
| 2024 | Troféu ACEESP (Associação dos Cronistas Esportivos do Estado de São Paulo) | Apresentador da TV        | Venceu    | [ 37 ] |